# Xã Portage, Quận Cambria, Pennsylvania
Xã Portage (tiếng Anh: Portage Township) là một xã thuộc quận Cambria, tiểu bang Pennsylvania, Hoa Kỳ. Năm 2010, dân số của xã này là 3.640 người.